# Louis Guilbert
Louis Guilbert ou encore Jean-Louis Guilbert est un religieux et révolutionnaire français, membre du Tribunal révolutionnaire de la Mayenne. Il est originaire du département de la Manche (diocèse de Coutances), certaines sources indiquant qu'il serait né à la Hague ou à Morsalines.

## Biographie
Il est précepteur des enfants de Louis-René Caradeuc de La Chalotais, procureur général au parlement de Bretagne, jusqu'en 1788, date à laquelle il devient vicaire à Viviers, où il se trouve toujours au début de la Révolution française. Il devient sous l'influence de Noël-Gabriel-Luce Villar, supérieur de son séminaire. Après avoir essayé d'installer le séminaire du diocèse de Laval dans le pensionnat des Ursulines, le directoire du département, par un arrêté, le place provisoirement dans la maison de Sainte-Catherine. Il eut pour supérieur Louis Guilbert. 
En 1793, il devient jacobin ; il apostasie à la fin de 1793, se marie et prend le nom de Franklin ou Francklin Guilbert. Il est procureur de la commune de Laval. Il organise notamment la dégradation et le pillage de l'église de la Trinité de Laval, et sa transformation en Temple de la Raison : on dit « qu'il prenait plaisir à frapper lui-même les statues et les ornements, pour les briser ». Avec les autres officiers municipaux de Laval, il envoie à la Convention nationale des objets liturgiques en métaux précieux prélevés dans les églises de la ville.
Il renonce pendant un mois à ses fonctions de procureur de la commune, pour être greffier de la commission.
Il est pendant six semaines greffier de la Commission militaire révolutionnaire du département de la Mayenne, et en remplit les fonctions, au jugement des 14 martyrs de Laval, condamnés à mort en un même jour ; où il prend plusieurs fois la parole pendant les débats. Il était chargé de la surveillance de la prison. Il participe aussi à la condamnation à mort d'Antoine-Philippe de La Trémoille et aurait notamment ordonné la momification et l'exposition de la tête de ce dernier. Il est révoqué de ses fonctions de greffier lors du renouvellement de la commission.
Après la Terreur, il quitte prudemment Laval. Isidore Boullier indique dans ses Mémoires ecclésiastiques « qu'on a dit qu'il était mort misérablement dans les champs ; d'autres ont prétendu qu'il s'était retiré dans son pays natal », hypothèses reprises dans un mémoire de 1869. Dans un article paru en 1885 dans La Révolution française - Revue d'histoire moderne et contemporaine, il est indiqué qu'il a été assassiné lors d'une vague de violences contre-révolutionnaires à une date non précisée.